# Peperomia sprucei
Peperomia sprucei är en pepparväxtart som beskrevs av C. Dc.. Peperomia sprucei ingår i släktet peperomior, och familjen pepparväxter. Inga underarter finns listade i Catalogue of Life.